# Dulacia papillosa
Dulacia papillosa là một loài thực vật có hoa trong họ Olacaceae. Loài này được (Rangel) Sleumer mô tả khoa học đầu tiên năm 1984.